# Crónicas marcianas (miniserie)
Crónicas marcianas (título original: The Martian Chronicles) es una miniserie de 1980 de 3 episodios dirigida por Michael Anderson. Está basada en una adaptación de una célebre novela de Ray Bradbury, que tiene el mismo título.

## Argumento
En un hipotético futuro, cuando la civilización ha convertido la Tierra en un planeta difícil de habitar, se buscan nuevas fronteras en el espacio donde poder adaptar la vida humana.
El planeta Marte se convierte en un lugar idóneo para colonizar y habitar. Pero cuando los hombres empiezan a poblar el planeta, no se dan cuenta de que está habitado por una civilización mucho más adelantada, inteligente y sensible que la de los terrícolas. El daño que empiezan a producir los nuevos colonos es inimaginable para ellos, seres mucho más espirituales, y deciden hacer algo para frenar el dolor producido por los colonizadores.

## Reparto
| Actor                | Personaje               |
| -------------------- | ----------------------- |
| Rock Hudson          | Coronel John Wilder     |
| Gayle Hunnicutt      | Ruth Wilder             |
| Bernie Casey         | Mayor Jeff Spender      |
| Christopher Connelly | Ben Driscoll            |
| Nicholas Hammond     | Comandante Arthur Black |
| Darren McGavin       | Sam Parkhill            |
| Roddy McDowall       | Padre Stone             |
| Bernadette Peters    | Genevieve Seltzer       |
| Joyce Van Patten     | Elma Parkhill           |
| Maria Schell         | Anna Lustig             |
| Fritz Weaver         | Padre Peregrine         |
| Linda Lou Allen      | Marilyn Becker          |

## Producción
Durante la década de 1950, después de publicar el libro, Ray Bradbury ayudado por Kirk Douglas intentó llevarlo a la televisión y luego al cine, con guiones y tratamientos escritos por él mismo. Luego, en la década de 1960, trabajó con Alan J. Pakula y Robert Mulligan en una versión cinematográfica. Ninguno de estos esfuerzos tuvo éxito.
Finalmente, inspirado en el éxito de Star Wars, se decidió finalmente llevar el libro a la pantalla. Eso ocurrió en 1977 y fue la NBC, la que decidió llevarlo a cabo.
Bradbury colaboró con el proyecto e incluso reescribió partes del guion que escribió el guionista Richard Matheson para el proyecto. Había un proyecto muy grande al respecto, pero, a causa del presupuesto cada vez más grande, en parte causado por el hecho de que se reclutó a actores renombrados como Rock Hudson, ciertos conceptos de la serie tuvieron que reducirse y los efectos especiales tuvieron luego que hacerse con menos dinero.
Una vez preparado todo, se filmaron los exteriores en la isla canaria de Lanzarote, España, y en Malta.

## Estreno
Una vez hecho, la miniserie fue estrenada el 27 de enero de 1980 en Estados Unidos. Cuando se estrenó en España, se emitió en 6 capítulos en Televisión Española. También se hizo una versión de 110 minutos para estrenarla en el cine en algunos países.

## Recepción
La miniserie fue un fracaso de audiencia, cuando se estrenó.
Hoy en día la miniserie ha sido valorada en portales cinematográficos. En IMDb, por ejemplo, con aproximadamente 2600 votos registrados, la miniserie obtiene una media ponderada de 6,5 sobre 10. También cabe destacar, que en La Vanguardia el 70 % de los usuarios registrados allí le dan a la miniserie una valoración positiva.